# Billy McKinlay
William "Billy" James Alexander McKinlay (Glasgow, 22 april 1969) is een Schots voetbalcoach en voormalig profvoetballer die speelde als middenvelder. Hij is geen familie van Tosh McKinlay, met wie hij samenspeelde bij het Schots voetbalelftal.
Na zijn spelerscarrière werd hij trainer van onder meer Watford, assistent van David Moyes bij het Spaanse Real Sociedad en hoofdcoach bij het Noorse Stabæk. Daarnaast was hij assistent-bondscoach van Noord-Ierland als rechterhand van Michael O'Neill.

## Clubcarrière
McKinlay debuteerde in het betaald voetbal bij Dundee United, waar hij in de jeugd ook al speelde. Van 1986 tot de winter van 1995 was de rechtermiddenvelder op Tannadice Park te bezichtigen. Hij speelde 222 competitiewedstrijden voor Dundee United. In 1995 verkaste McKinlay voor een bedrag van 1,75 miljoen Britse pond naar de Engelse regerende landskampioen Blackburn Rovers en arriveerde tezelfdertijd op Ewood Park als de Noor Lars Bohinen.
McKinlay speelde vijf seizoenen voor Blackburn Rovers, van 1995 tot 2000. In 1998/99 werd uit de Premier League gedegradeerd na acht opeenvolgende seizoenen op het hoogste niveau van Engeland. In 2000, na de degradatie, werd McKinlay uitgeleend aan Leicester City en vervolgens verhuisde hij definitief naar toenmalig Premier League-staartploeg Bradford City. Bij Bradford City speelde hij samen met zijn landgenoot Stuart McCall, de aanvoerder van het elftal.
Nadat hij met Bradford uit de Premier League tuimelde, verliet hij Valley Parade. Na mislukte passages bij het Engelse Preston en het Schotse Clydebank belandde hij in augustus 2002 opnieuw bij Leicester City. Daarmee promoveerde hij naar de Premier League in 2003. In 2004 zakte men direct naar de nieuwe Football League Championship, waarop McKinlay zijn biezen pakte.
Tijdens het seizoen 2004/05 speelde McKinlay nog twee competitiewedstrijden voor Fulham, waarop hij zijn carrière afsloot.

## Interlandcarrière
McKinlay speelde 29 interlands in het Schots voetbalelftal en maakte vier doelpunten. De flankspeler was international als speler van Dundee United en Blackburn Rovers. Zijn periode als international was gelijklopend met die van zijn naamgenoot Tosh McKinlay (Thomas McKinlay). Billy en Tosh zijn geen familie, maar simpelweg tijdgenoten van elkaar. Met Schotland waren Billy en Tosh McKinlay actief op Euro 1996 – de poule met Nederland, tegen wie 0–0 gelijk werd gespeeld op 10 juni 1996 – en het WK 1998 in Frankrijk.
Het Schotse schip van bondscoach Craig Brown zonk telkens meteen in de groepsfase. McKinlay werd na het WK van 1998 niet meer opgeroepen. Ook Tosh McKinlay droeg daarna nooit meer het Schotse shirt.